# Cua de ventall ventre-rogenc
El cua de ventall ventre-rogenc (Rhipidura hyperythra) és un ocell de la família dels ripidúrids (Rhipiduridae).

## Hàbitat i distribució
Habita boscos i clars als turons i localment terres baixes, a les illes Aru, Nova Guinea, i Yapen.